# 天江增一
蛇夫座43，又名CD-2813081，HD 157236、SAO 185350、HR 6459，是蛇夫座的一颗恒星，视星等为5.35，位于銀經358.02，銀緯4.54，其B1900.0坐标为赤經17h 17m 3.9s，赤緯-28° 4.54′ 45″。